# Dipartimento di Djiguenni
Il dipartimento di Djiguenni è un dipartimento (moughataa) della regione di Hodh-Charghi in Mauritania con capoluogo Djiguenni.
Il dipartimento comprende 7 comuni:
- Djiguenni
- El Mabrouk
- Feirenni
- Beneamane
- Aoueinat Ezbel
- Ghlig Ehl Beye
- Ksar El Barka